# Luisenstraße 173 (Mönchengladbach)

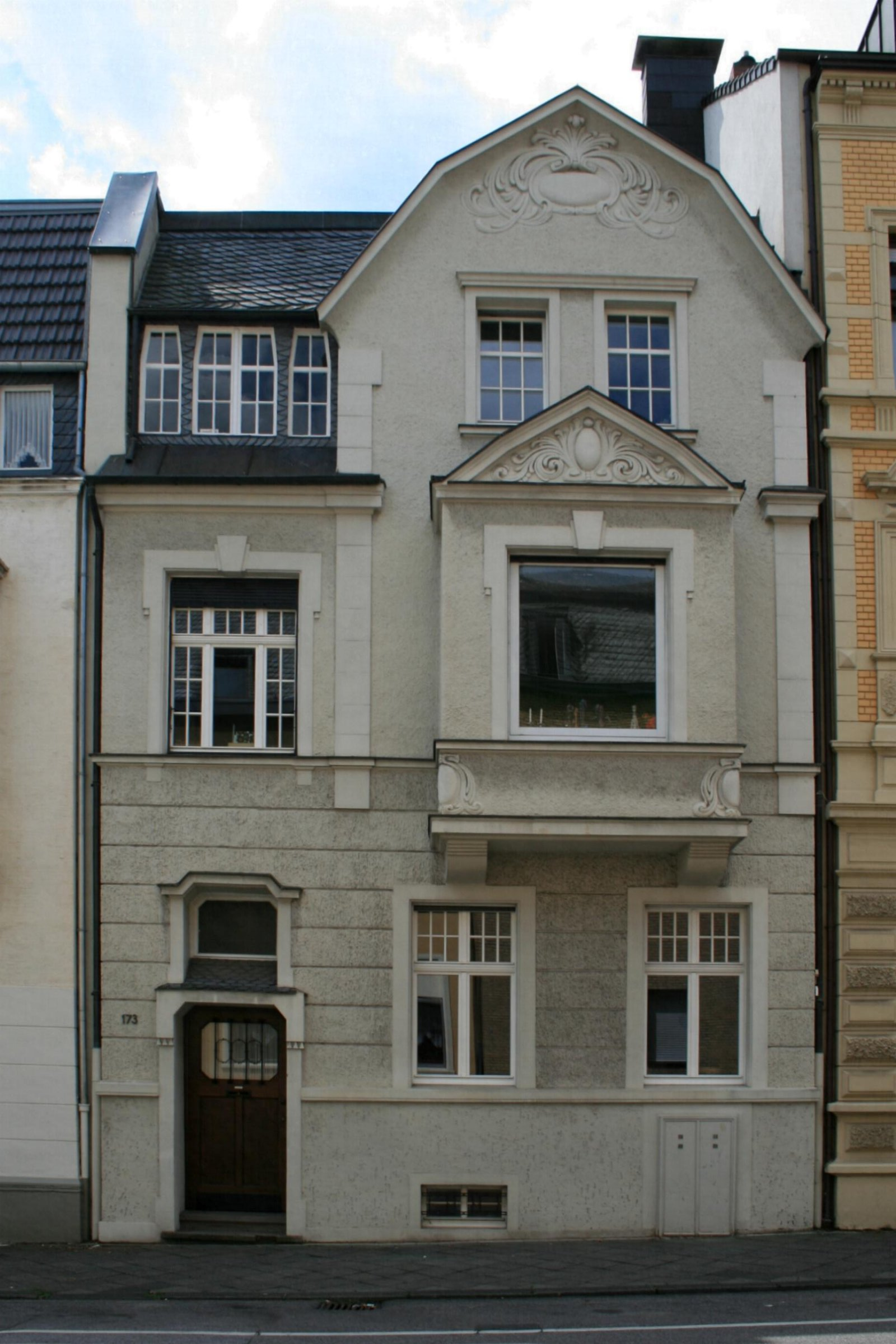
Wohnhaus (2010)

Das Wohnhaus Luisenstraße 173 befindet sich in Mönchengladbach (Nordrhein-Westfalen) im Stadtteil Westend.
Das Gebäude wurde 1908 erbaut. Es wurde unter Nr. L 041 am 17. November 1997 in die Denkmalliste der Stadt Mönchengladbach eingetragen.

## Lage
Die Luisenstraße liegt unmittelbar südwestlich des historischen Stadtkerns.

## Architektur
Das Wohnhaus ist ein zweieinhalbgeschossiger Putzbau mit hoch ausgebildetem Mansarddach. Mit seiner asymmetrischen Fassadengliederung unter Betonung des rechten Gebäudeabschnittes mittels Erker und breitgelagertem Giebel entspricht das Gebäude dem Formenkanon des zeittypischen, innerstädtischen Einfamilienreihenhauses.
Horizontal gegliedert wird das Gebäude durch Sockelgesims, Quaderimitation im Erdgeschoss und schmal profiliertes Stockwerkgesims. Linksseitige Erschließung des Hauses mittels des knapp überdachten Einganges unter einem gesimsüberkrönten Oberlicht. Alle Fenster der Fassade sind als scheitrecht abschließende Hochrechtecke in geschossweise variierenden Dimensionierungen und Einfassungen ausgebildet. Zweiflügelig, mit einer schlichten Putzrahmung gefasst, präsentieren sich die beiden Erdgeschossfenster.
Das über der Eingangsachse angeordnete Fenster des Obergeschosses ist dreiteilig formuliert und mit einer schlusssteinbesetzten Rahmung betont. Die drei Fensteröffnungen des kastenförmigen Erkers mit Dreiecksgiebel sind entweder schmucklos in die Wandfläche eingeschnitten (Seitenfenster) oder mit einer Rahmung analog der des linken Fensters gefasst. Im Giebelfeld zwei schmale, durch Fensterbank- und Verdachungsgesims verbundene Fensteröffnungen. Die Dachfläche durchbricht ein breites, vierteiliges Fenster. Die insgesamt sparsam eingesetzte Stuckornamentik beschränkt sich im Wesentlichen auf von Rankenwerk umschlungene Kartuschendarstellungen in den beiden Giebelfeldern.